# Sárgahasú erszényesmókus
A sárgahasú erszényesmókus (Petaurus australis) az emlősök (Mammalia) osztályának az erszényesek (Marsupialia) alosztályágához, ezen belül a diprotodontia rendjéhez és az erszényesmókus-félék (Petauridae) családjához tartozó faj.

## Megjelenése
Nagyjából nyúl méretű, testhossza 18–23 cm, a farok 22–30 cm. Tömegük 700 gramm körül van. A hímek általában nagyobbak a nőstényeknél.
Lábai és a farka között kifeszíthető, szőrös repülőhártya segítségével 50 m távolságra képes siklani a fák között. A hátán kékesszürke vagy barnásszürke a bunda, hasoldala sárgásfehér, fején sötét csík húzódik, felálló füle szőrös.

## Elterjedése
Kelet-Ausztrália őshonos eukaliptuszerdőiben él, 700 méteres tszf. felett is megtalálták már.

## Alfajai
- P. a. australis délen (ahol gyakori)
- P. a. reginae Észak-Queenslandben (ahol ritka, és a fák kivágása veszélyezteti).

## Életmódja
Fán élő, éjszakai életmódú állat. 
Rendkívül mozgékony, ügyes és gyors állat, a mászáshoz éles karmait használja. Éjszakai életmódú, nappal levelekkel bélelt faodúban pihen. Nektárral és virágporral táplálkozik, metszőfogaival felhasítja a kérget a lárvák és a kifolyó nedv eléréséért.